# Sisyrinchium humidum
Sisyrinchium humidum är en irisväxtart som beskrevs av Pierfelice Ravenna. Sisyrinchium humidum ingår i släktet gräsliljor, och familjen irisväxter. Inga underarter finns listade i Catalogue of Life.